# Херман I фон Фробург
Херман I фон Фробург (на немски: Hermann I Graf von Froburg; * пр. 1090; † сл. 1125, 1145 или сл. 1169) е граф на Фробург в Золотурн, Швейцария от рода Фробург.
Той е големият син на граф Фолмар I фон Фробург (* 1050 † 1114 или сл. 1078), граф на Фробург, ландграф в Бухсгау, и на съпругата му графиня София фон Бар-Пфирт (* 1060 † сл. 1125), дъщеря на граф Лудвиг II фон Мусон (* ок. 1015 † 1073/1076) и принцеса София фон Бар (* 1018 † 21 януари 1093). Той е брат на граф Адалберо I фон Фробург (* 1090 † сл. 1146 или пр. 1152).
Според Charles Fawles е с неизвестни родители и няма документация за връзката му със следващите графове на Фробург

## Фамилия
Херман I фон Фробург е вероятно баща на:
- Адалберо III фон Фробург († 1137), епископ на Базел (1134 – 1137)
- Хайлвиг фон Фробург († пр. 1183), омъжена за херцог Бертхолд IV фон Церинген († 1186)